# Rittergut Nordgoltern

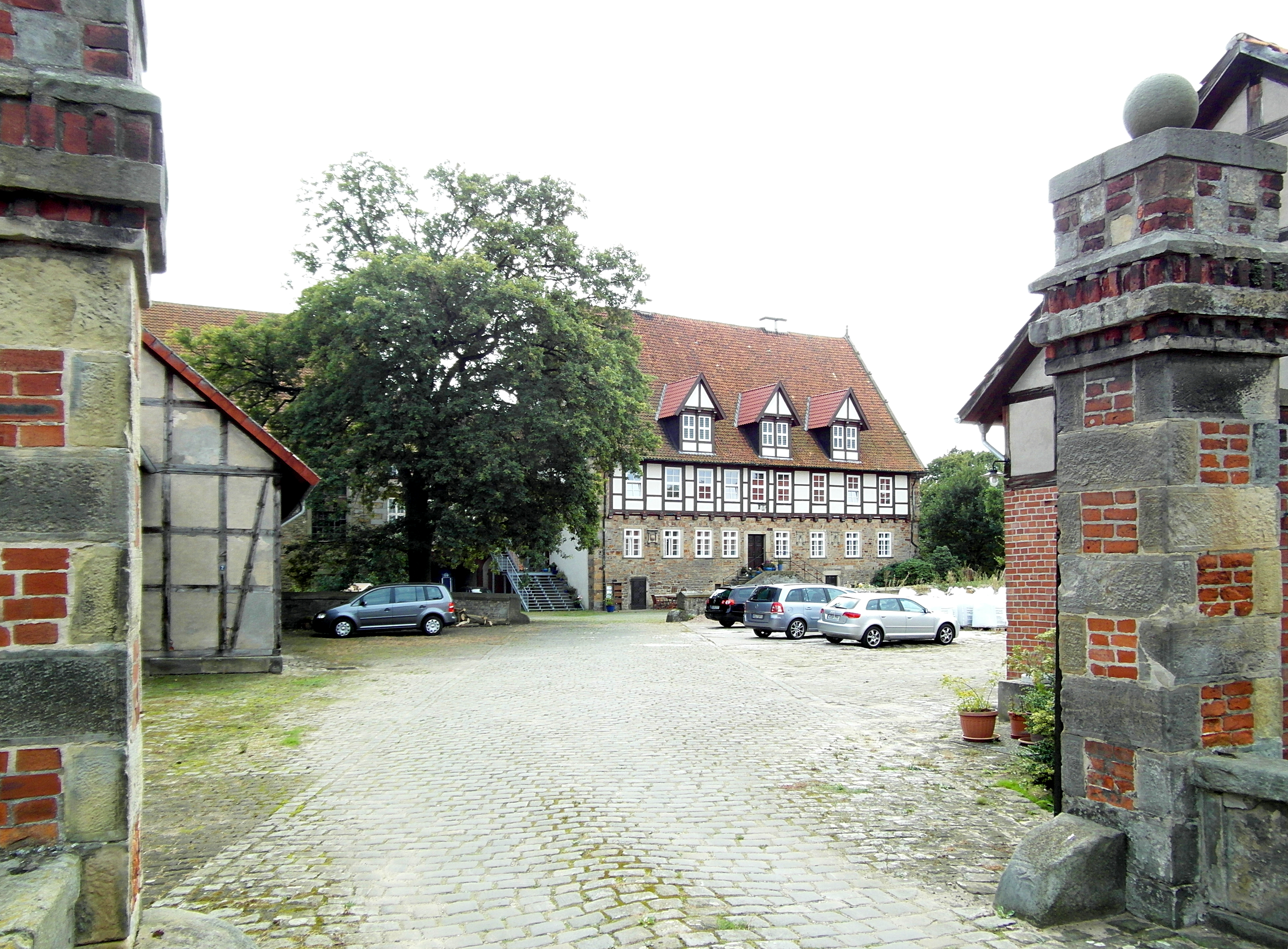
Rittergut Nordgoltern

Das ehemalige Rittergut Nordgoltern ist ein Anwesen in Nordgoltern, einem Stadtteil von Barsinghausen in der Region Hannover in Niedersachsen.
Einige Teile des ehemaligen Ritterguts gehören zu den ältesten Bauwerken des Ortes.
Das Gut als Gesamtheit sowie zahlreiche seiner Gebäude als Einzelobjekt sind als Baudenkmal geschützt.

## Geschichte
Die Familie von Goltern verkaufte ihr altes Gut im späteren Nordgoltern um das Jahr 1300 an die Familie von Heimburg.
Die von Goltern behielten das etwa 600 Meter südlich gelegene neue Rittergut Großgoltern.
Nach anderer Darstellung erhielten die von Heimburg im Jahr 1366 den Hof in Nordgoltern zunächst als Pfand der von Ilten und erwarben ihn schließlich im Jahr 1372. Im Jahr 1573 wurde das ehemalige Lehnsgut der Grafen von Schaumburg entmeiert und in einen abgaben- und dienstfreien Sattelhof umgewandelt. Dafür verpflichteten sich die Besitzer, Erich II., dem Herzog des Fürstentums Calenberg im Kriegsfall Ritterdienste zu leisten.
Vermutlich zwischen 1573 und 1590 wurde das Herrenhaus des Anwesens ausgebaut und der Hof mit einem breiten Wassergraben umgeben.
Größere Baumaßnahmen an Torhaus und Gutskapelle wurden im Jahr 1713 abgeschlossen.
Im 19. und Anfang des 20. Jahrhunderts errichtete Wirtschaftsgebäude ergänzen den Gesamteindruck des Anwesens.
Das Rittergut war bis in die 1860er Jahre fast 500 Jahre lang im Besitz der Familie von Heimburg. Das Anwesen wechselte nach seinem im Jahr 1870 aus finanziellen Gründen nötigen Verkauf mehrfach die Besitzer. 1908 gehörte es nochmals den Heimburgs, 1929 der Familie Kramer, später der Familie von Alten.
2009 erwarb die Familie Deegener das zuvor längere Zeit leerstehende Gut und begann eine schrittweise Renovierung.
So wurde um das Jahr 2020 der Wassergraben samt seiner Umgebung und der Parkbrücke saniert.

## Beschreibung
Die etwa 1,6 Hektar große, weitgehend erhaltene Anlage des ehemaligen Ritterguts ist durch eine hohe Mauer mit Toreinfahrt von der Bundesstraße 65 abgegrenzt. Ein Wassergraben umgibt den vierseitig geschlossenen Gebäudekomplex.
Außerhalb des Grabens liegt nach Norden eine Weidefläche und nach Westen der Gutspark.

### Einfriedung
Das Anwesen ist zur Bundesstraße und zur Gutsstraße durch eine hohe Bruchsteinmauer aus Wealdensandstein abgegrenzt.
In der Mauer zur Bundesstraße gibt es ein zwischen zwei kugelbekrönten Sandsteinpfeilern angebrachtes schmiedeeisernes Tor.

### Wassergraben
Die Hauptgebäude des Gutes sind von einem etwa 320 m langen rechteckig angelegten Wassergraben mit einer Breite von 10 bis 12 m umgeben.
Über den Wassergraben, beziehungsweise die Graft, führen drei Brücken zum Hof und dem Herrenhaus.
Die nördliche Gutsbrücke dient als Zufahrt von der Hofstraße zum Wirtschaftshof des Gutes.
Die Bogenbrücke aus behauenen Bruchsteinmauerwerk mit Brüstungen aus großen Sandsteinplatten
trägt an ihrer Westseite die Inschrift „Anno 1752“.

### Wirtschaftshof
Der auf allen vier Seiten von Gutsgebäuden umstandene Wirtschaftshof ist mit alten Steinquadern bedeckt. Die fast vollständig erhaltene Pflasterung ist ein prägendes Element der Gutsanlage.

### Herrenhaus

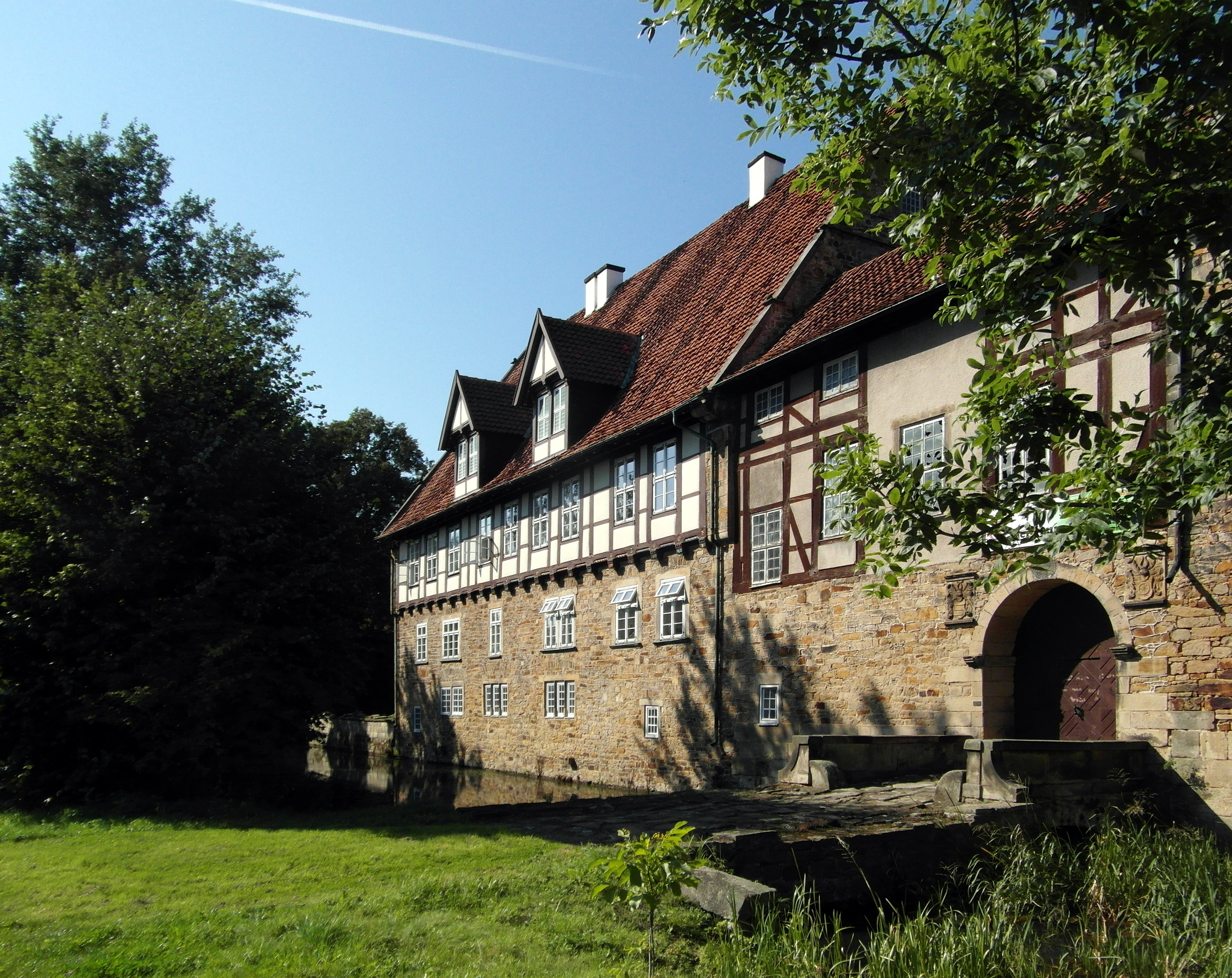
Südseite: Brücke, Torhaus und Herrenhaus

Das im Baustil der Weserrenaissance gestaltete, auf die Zeit um 1600 zurückgehende Herrenhaus an der Südseite des Wirtschaftshofs ist ein zweigeschossiges Gebäude mit hohem Souterrain. Dieses und das Untergeschoss sind aus Bruchsteinmauerwerk gebaut. Das Obergeschoss und die drei Erker im steilen Satteldach wurden in Fachwerkbauweise errichtet.
Die steilen, massiven Bruchsteingiebel sind mit Profilgesimsen und Kugeldekor gegliedert.
Das Gebäude mit etwa 500 Quadratmetern Wohnfläche wurde auf den Gewölbekellern einer alten Wasserburg errichtet.
Der Eingang ist eine einfache Tür in der Gebäudemittelachse mit per Inschrift auf das Jahr 1808 datierter Doppeltreppe.
Die Laibungen der westlichen und östlichen Fensterpaare zeigen Renaissance-Dekor.

### Torhaus
Das Torhaus schließt östlich an das Herrenhaus an. Das Erdgeschoss des Gebäudes ist aus Bruchstein errichtet. Die beiden Obergeschosse sind aus Fachwerk. Der Schlussstein des Rundbogens der Toröffnung trägt eine lateinische Inschrift, die das Jahr 1713 des Wiederaufbaus und der Erweiterung nennt.
Neben der Toröffnung sind Steinplatten mit den Wappen Marten von Heimburgs und seiner Ehefrau Salome von Oppershausen sowie der Jahreszahl „1590“ angebracht.
Die als Zufahrt zu den südlich des Gutes gelegenen Feldern dienende Brücke über den Wassergraben vor dem Torhaus wurde vermutlich Anfang des 18. Jahrhunderts errichtet. Die mitsamt Überbau und Brüstungen aus Sandsteinquadern gemauerte Bogenbrücke ist mit einem Belag aus groben Feldsteinen gepflastert.

### Kapelle

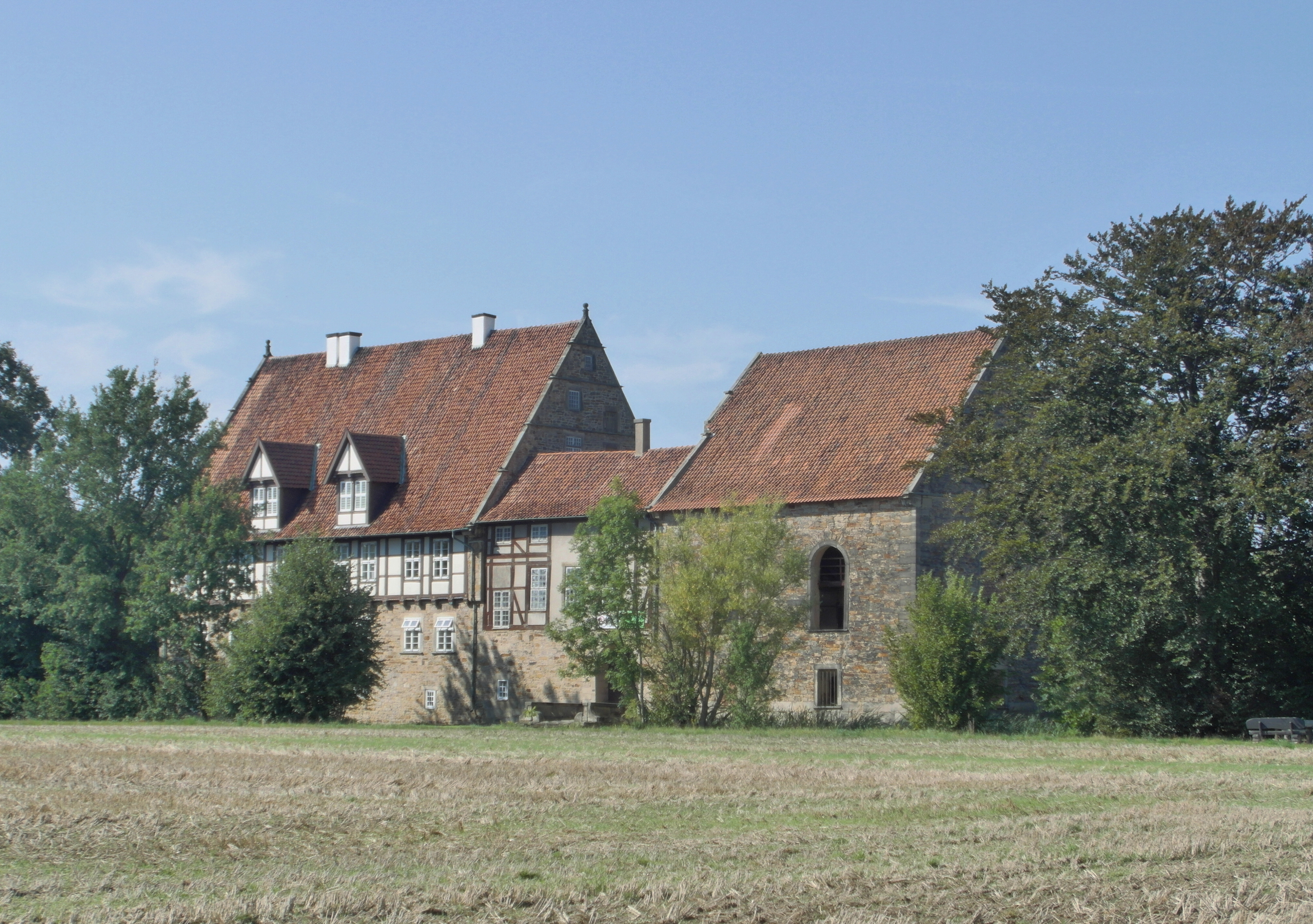
Südostansicht: rechts die Kapelle, mittig das niedrigere Torhaus, links das Herrenhaus

Die frühere Gutskapelle schließt östlich an das Torhaus an. Sie grenzt nach Süden und Osten an den Wassergraben.
Ein Wappen mit Inschrift datiert die Kapelle auf das Jahr 1713.
Vermutlich ist der Kern des Bruchsteingebäudes mit Eckquaderung aber älter.
Schon 1594 hatte der Gutsherr das Konsistorium gebeten, „dann und wann in seiner Capelle predigen lassen“ zu dürfen. Über die damalige Kapelle ist nichts weiter bekannt.
Angeblich wurde sie errichtet, um einen Fluch abzuwenden.
Ursprünglich war die Nordgolterner Gutskapelle ein über einem zweischiffigen Sockelgeschoss mit Kreuzgratgewölbe errichteter Saalbau mit großen Rundbogenfenstern und einem Satteldach.
Nach einem Brand gegen Ende des 19. Jahrhunderts wurden einige Fenster der Kapelle mit Backsteinen vermauert. Das Gebäude wurde mit hölzernen Kornböden versehen und wurde noch in den 1980er Jahren als Getreidespeicher genutzt.

### Wirtschaftsgebäude
An der Zufahrtsstraße steht außerhalb des Wassergrabens ein denkmalgeschütztes Wirtschaftsgebäude. Der wegen seiner Lage für das Bild des Gutes bedeutende Ziegelbau wurde Anfang des 20. Jahrhunderts errichtet.
Im vom Wassergraben umschlossenen Bereich gibt es drei weitere denkmalgeschützte Wirtschaftsgebäude:
- An der Ostseite des Wirtschaftshofs steht gleich südöstlich der Brücke ein im 19. Jahrhundert errichteter Fachwerkbau mit mehreren Abschnitten, Remise und Wohnung.[19]
- An der Westseite steht ein vermutlich in der ersten Hälfte des 19. Jahrhunderts errichteter langgestreckter verputzter Bruchsteinbau unter Satteldach. Das einst als Kuh- und Pferdestall genutzte Gebäude ist entkernt und mit Stahltragwerken ausgebaut.[20]
- An der Nordseite steht ein Anfang des 20. Jahrhunderts errichteter langgestreckter Ziegelbau mit Fachwerkoberstock.[21]

### Melkerwohnhaus
Das ehemalige Melkerwohnhaus steht an der Nordwestecke des Wirtschaftshofs. Der in der Mitte des 19. Jahrhunderts gebaute Backsteinbau ist wegen seines Schauwerts als Teil der Gutsanlage geschützt.

### Park
Der westlich des Castrums angelegte Gutspark mit seinem mächtigen alten Baumbestand liegt außerhalb des Wassergrabens.
Als Zugang über den Graben dient die in der ersten Hälfte des 20. Jahrhunderts errichtete Brücke zum Park. Die aus Sandsteinquadern gebauten Widerlager der Balkenbrücke mit Bohlenbelag sind wohl von einer Vorgängerin, möglicherweise einer Zugbrücke, übernommen.

## Denkmalschutz
Neben den zahlreichen Einzeldenkmalen gemäß § 3 Abs. 2 NDSchG ist auch das ehemalige Rittergut als Gruppe baulicher Anlagen gemäß § 3 Abs. 3 S. 1 NDSchG unter der Objekt-ID 31076204 geschützt.
An der Erhaltung des ehemaligen Rittergutes besteht aufgrund seines geschichtlichen Zeugnis- und Schauwertes sowie der städtebaulichen Bedeutung ein öffentliches Interesse.